# Стоянов Олександр Афанасійович
Стоянов Олександр Опанасович (нар. 10 червня 1987, Сімферополь) — український артист балету, прем'єр Національної опери України. Заслужений артист України (2016). Народний артист України (2019).

## Біографія
Олександр Стоянов народився в Криму. Займаючись бальними танцями всього півроку, у віці 10-ти років Олександр встиг завоювати призові 1-е і 2-е місця на місцевих чемпіонатах з бальних танців. Випадково, на одному з конкурсів, його помітив професійний балетний педагог. І в 1998 році Олександр вступив у Київське державне хореографічне училище і закінчив його в 2006 році. Прищепив любов до балету і вклав душу в Олександра його педагог народний артист України Володимир Денисенко.
У 2006 році, після випуску з КГХУ, Олександр став солістом Національної опери України. У тому ж році він отримав запрошення на роботу в Маріїнський театр опери та балету в Санкт-Петербурзі, а через кілька років його запрошував Большой театр і Берлінська Опера. Але від роботи за кордоном він відмовився, вирішивши танцювати на Батьківщині. У Національній опері України Олександр виконує провідні ролі практично всього репертуару.

### Гастролювання
Гастрольна діяльність Олександра дуже активно розпочалася ще під час навчання у Київському державному хореографічному училищі. З першого курсу інституту гастролював у Японії. А на 3-му курсі вже виконував па-де-де з балету «Дон Кіхот» на Гала в Італії у місті Губбіо. У 2011 році Олександр Стоянов був запрошений на Міжнародний фестиваль класичного балету ім. Рудольфа Нурієва в Казані. У його виконанні російський глядач зміг побачити виставу «Лебедине озеро» (принц Зігфрід), а партнеркою Олександра стала солістка Большого театру Анна Нікуліна. У ці ж роки танцівник багато гастролював з трупою Національної опери України, а також з балетними колективами інших вітчизняних і зарубіжних театрів, виступаючи на кращих сценічних майданчиках світу (Італія, Іспанія, Португалія, США, Канада, Мексика, Японія, Корея та ін).

### Заслужений артист України
У 2016 році Указом президента України прем'єр балету удостоєний звання заслуженого артиста України, У червні цього ж року відбувся творчий вечір танцівника, який став підбиттям його підсумків перших десяти років роботи на театральній сцені. В якості звітних вистав бенефиціант вибрав одноактні балети «Кармен-сюїта» (муз. Ж. Бізе — Р. Щедріна, балетмейстер А. Алонсо) і «Шехеразада» (муз. Н. Римського-Корсакова, хореографія М. Фокіна, редакція Ст. Яременко).

### Робота з міжнародними конкурсами

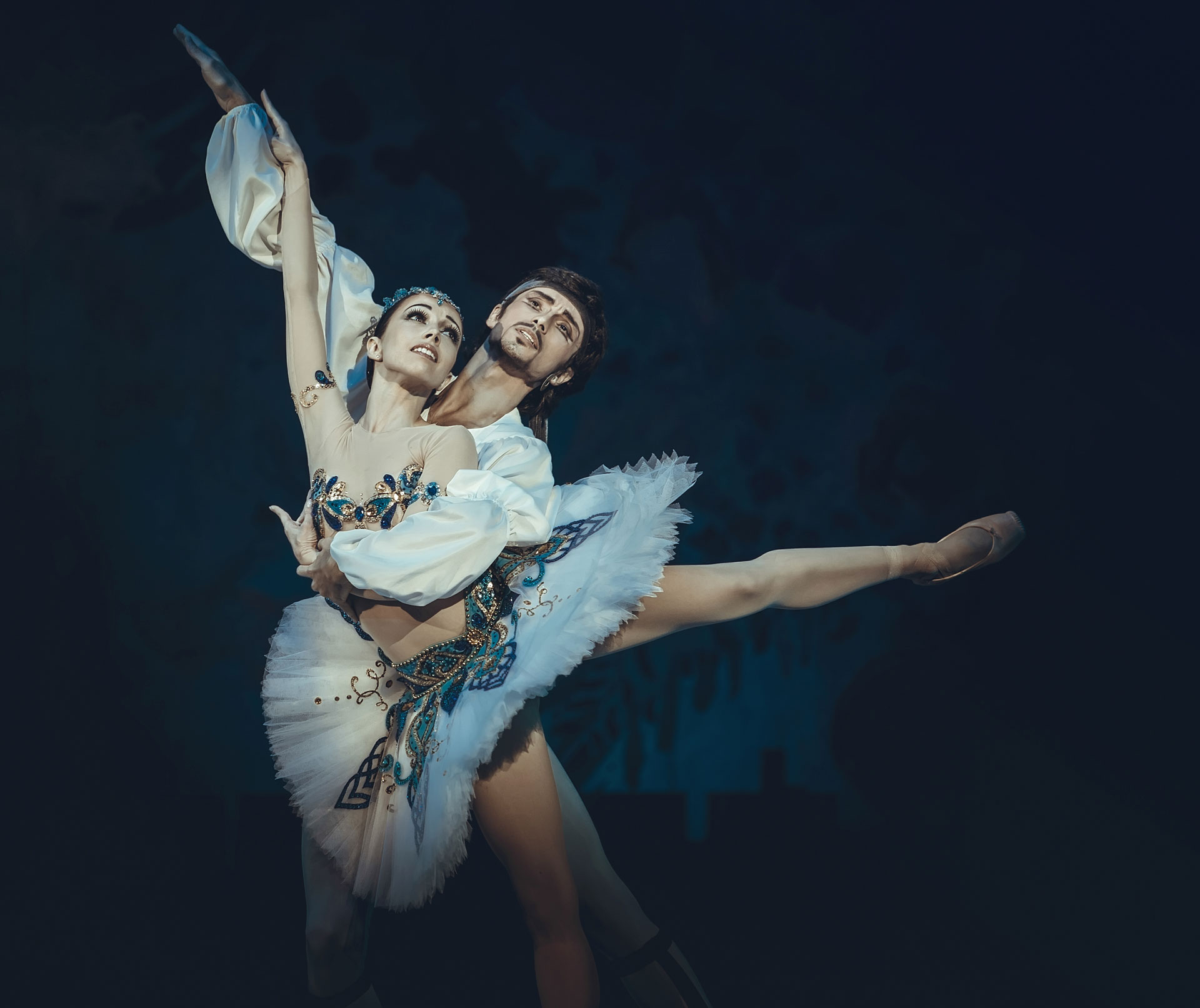
Олександр Стоянов і Катерина Кухар, балет «Корсар»

Почесний член журі, запрошений артист прикінцевих гала-концертів, педагог майстер-класів на міжнародних конкурсах «Tanzolymp», «Seoul International Dance Competition», «Всеукраїнська асамблея танцю».

### Артистичний директор на гастролях
Перша гастрольна поїздка Олександр Стоянова в якості організатора відбулася в 2015 році в Швейцарію та Німеччину з виставою «Лебедине озеро». У 2016 році він організував Гала-тур по 30-ти містах Франції в якості художнього керівника. Численні французькі критики і преса писали захоплені відгуки про якість та високому рівні, як артистів, так і самої гала-програми.

### Робота з Яною Саленко
У 2012 році на 1-му Міжнародному арт-фестивалі в Одесі, який проходив в Одеському Національному Академічному театрі опери і балети, Олександр Стоянов і Яна Саленко виконали головні партії Вакха і Вакханки в балеті «Вальпургієва ніч». У 2014 році на Гала концерті «Зірки світового балету» в Мюнхені вони порадували глядача виконанням одного з найбільш складних і ефектних па-де-де «Діана і Актеон». В лютому 2015 року Олександр і Яна взяли участь у заключному Гала-концерті Міжнародного балетного конкурсу «Tanzolymp» у Берліні, де вони станцювали па-де-де з балету «Корсар».
У 2017 році Олександр і Яна виконали па-де-де з балету «Дон Кіхот» на Першому міжнародному фестивалі балетного мистецтва Eurasian Dance Festival в Астані.

### Дует з Катериною Кухар
Дует з заслуженою артисткою України, примою-балериною Національної опери України — Катериною Кухар сформувався з самого початку творчого шляху Олександра Стоянова. Їх першим спектаклем на сцені Національної опери України став балет «Лускунчик», а через деякий час вони станцювали «Ромео і Джульєтту». Лондонський балетний критик Меггі Фоер називає їх дует найкрасивішою балетної парою Європи. У 2011 році вони беруть участь у благодійному Гала Володимира Малахова на допомогу Японії після подій на Фукусімі. У 2013 році Фарах Рузиматов запрошує Катерину та Олександра на свій гала в Японії під назвою «Ballet Masterpieces». У тому ж році Андріс Лієпа запрошує їх танцювати на своєму ювілейному вечорі в турі по Росії та Казахстану. У 2016 вони беруть участь у Мексиці на фестивалі «Культура Майя» разом з прем'єрами Берлінської Опери, Великого театру та Нью-Йорк Сіті балету. Олександр і Катерина улюбленці української публіки. Їх спектаклі завжди проходять з аншлагом.

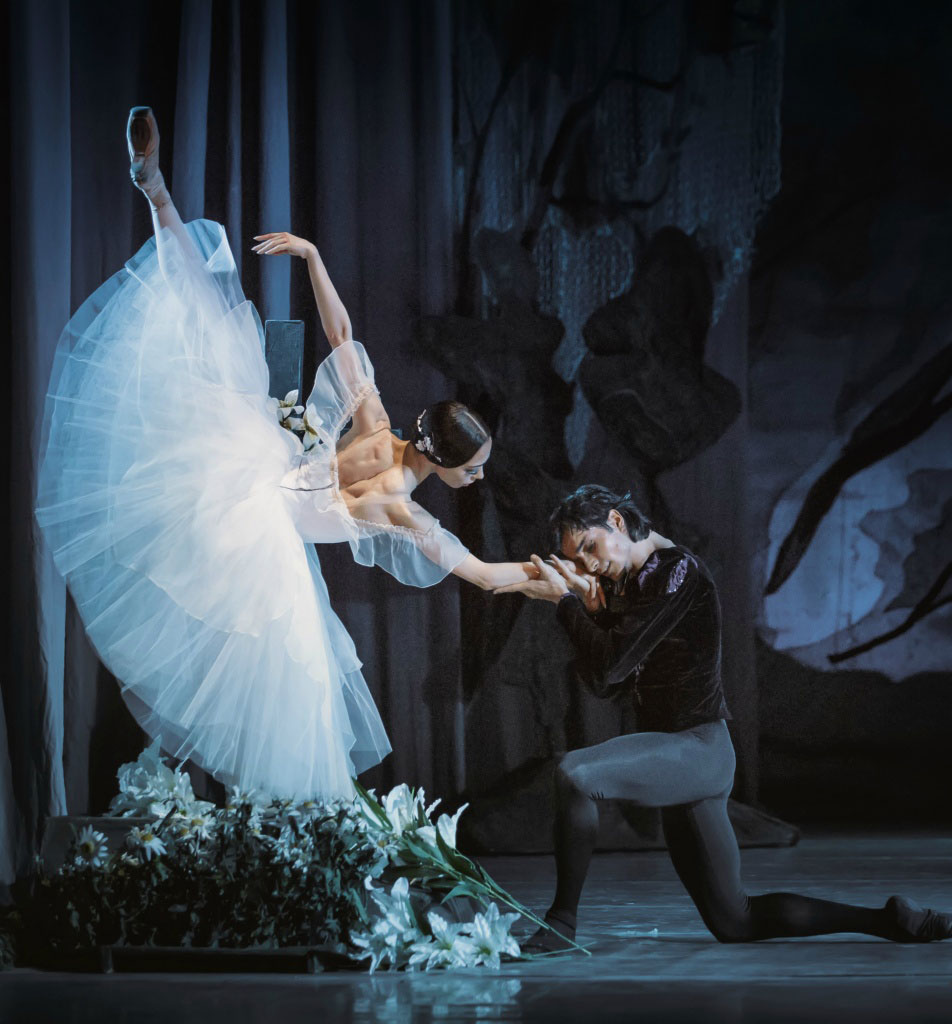
Олександр Стоянов і Катерина Кухар, балет «Жизель»

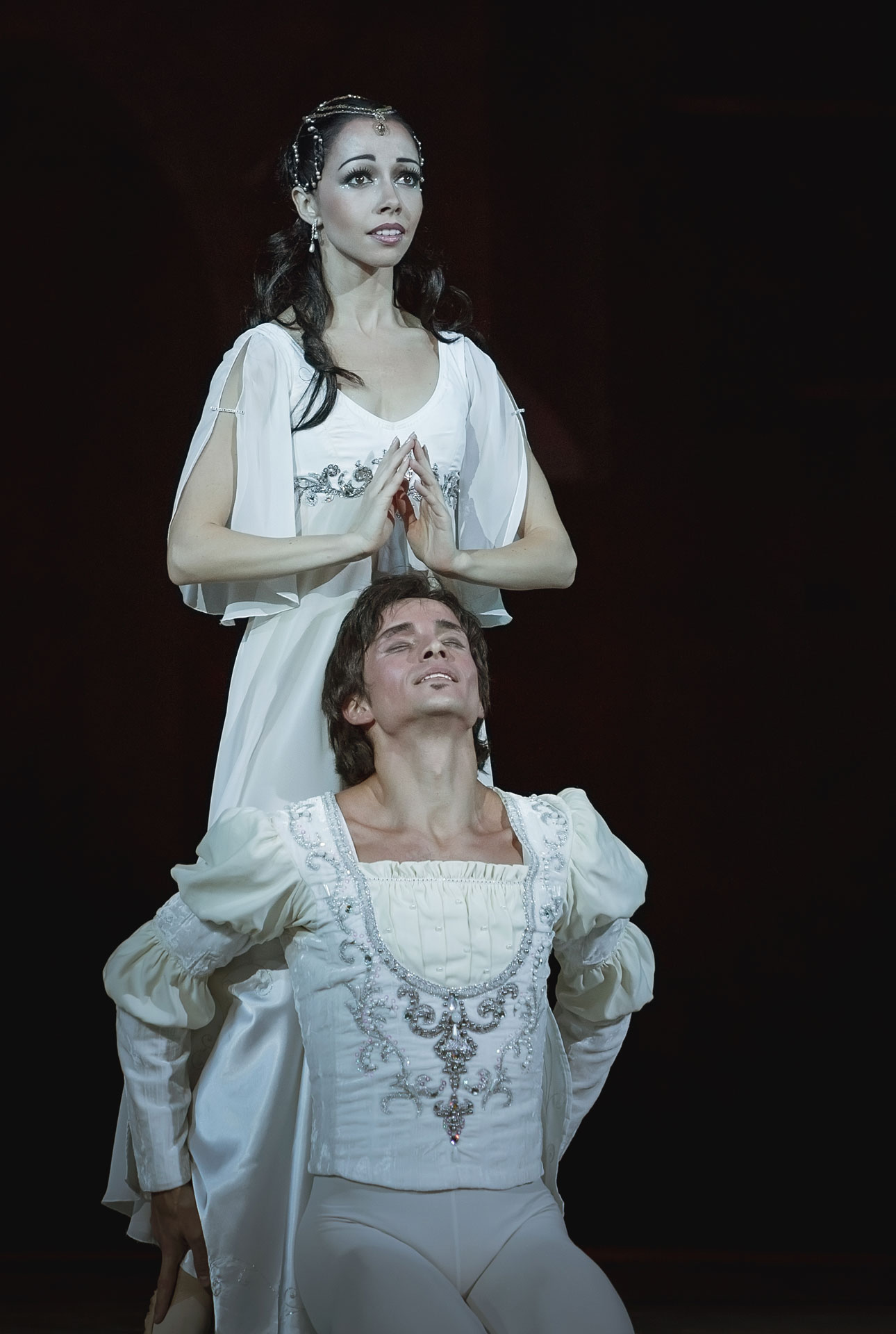
Олександр Стоянов і Катерина Кухар, балет "Ромео і Джульєтта

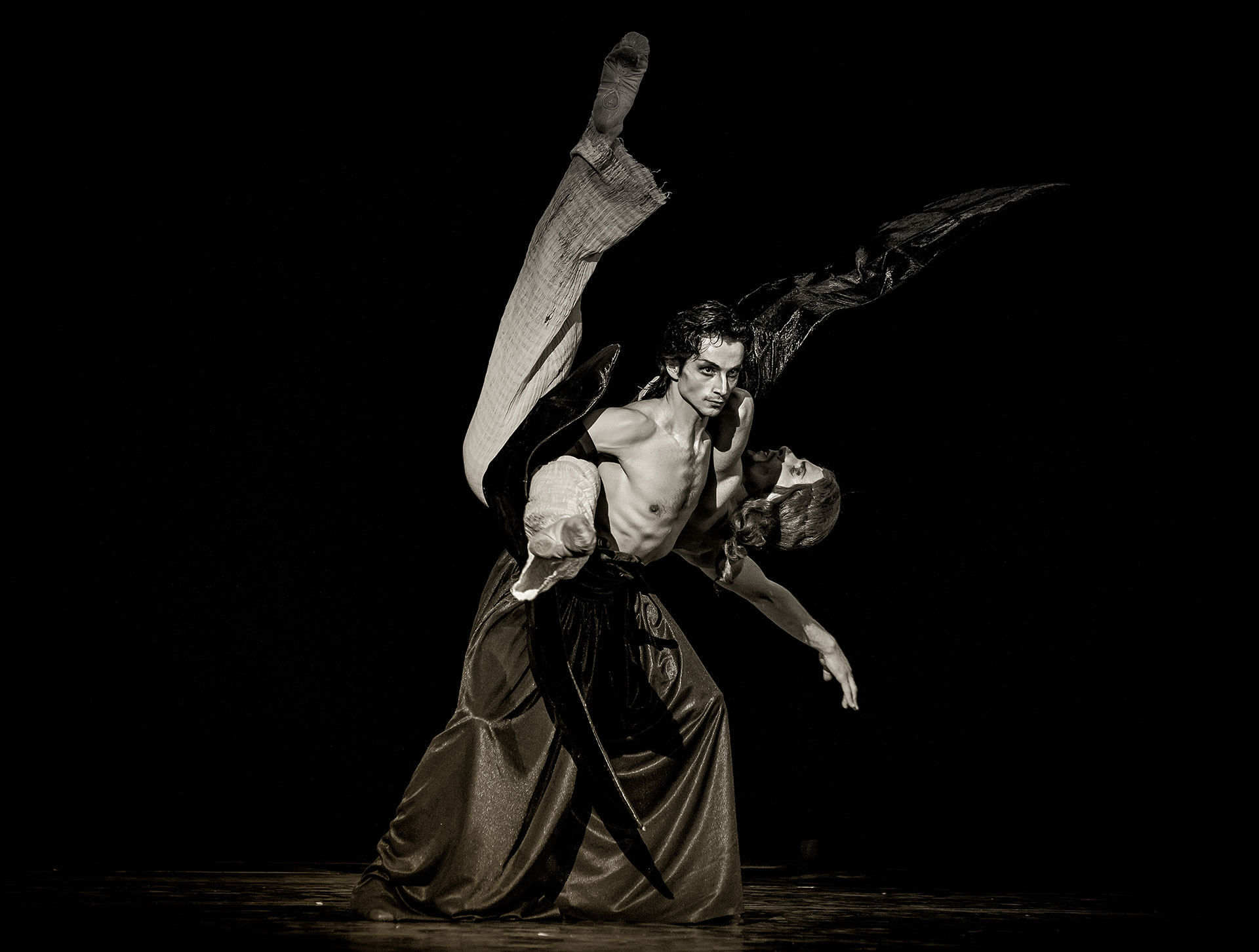
Олександр Стоянов і Костянтин Пожарницький, балет «Майстер і Маргарита»

## Репертуар
- «Ромео і Джульєтта» — Ромео
- «Баядерка» — Божок, Солор
- «Дон Кіхот» — Базиль
- «Лебедине озеро» — Зігфрід
- «Лускунчик» — Принц
- «Корсар» — Раб
- «Спляча красуня» — Дезіре
- «Жизель» — Альберт
- «Лісова пісня» — Лукаш
- «Весілля Фігаро» — Фігаро
- «Сильфіда» — Джеймс
- «Чипполіно» — Цибуліно
- «Русалонька» — Принц
- «Володар Борисфену» — Фелицио
- «Вальпургієва ніч» — Вакх
- «Попелюшка» — Принц
- «Коппелія» — Франц
- «Кармен» — Эксамилио, Хозе

## Нагороди
- 2006 — Дипломант Міжнародного конкурсу артистів балету Vaganova Prix
- 2007 — Лауреат Міжнародного конкурсу артистів балету Premio Roma в Римі (3-я премія)
- 2009 — Дипломант Московського Міжнародного конкурсу артистів балету в Москві
- 2010 — Лауреат Міжнародного конкурсу артистів балету Premio Roma в Римі (2-я премія)
- 2011 — Лауреат Міжнародного конкурсу артистів балету імені Сержа Лифаря (2-я премія)